# Shigeko Kubota
Shigeko Kubota (久保田 成子 en japonés; Niigata (Japón), 2 de agosto de 1937-23 de julio de 2015, Nueva York (EE. UU.)) fue una videoartista y artista de performances e instalaciones de vanguardia japonesa. Se mudó a vivir a Nueva York en 1964, donde fue miembro clave e influencia del grupo de artistas de vanguardia Fluxus. Fue una de las primeras artistas en adoptar la novedosa cámara de vídeo portátil en 1970, comparándola con un "nuevo pincel".

## Datos biográficos
Con formación en escultura en la Universidad de Tokio y posteriormente en la New York University y en la New School of Social Research, en Nueva York Kubota desarrolla sus primeras obras a partir de los años sesenta, que incluyen vídeos, performances y videoesculturas que se presentan en galerías. Entre las performances de Kubota, se destaca “Vagina Paiting” (1965), presentada en el contexto del “Perpetual Fluxus Festival”, en la Cinemateque, Nueva York.
Artista feminista, sus orígenes familiares fueron determinantes en el desarrollo vocacional y profesional de Kubota, ya que su madre, dedicada al arte, fue una de las primeras estudiantes femeninas que se formó en la Universidad Nacional de Artes y Música de Tokio. Kubota estuvo casada con el vídeo artista coreano Nam June Paik, pero su obra fue  eclipsada por la relevante figura de este.
Los primeros vídeos de Kubota reflexionan sobre las relaciones entre Occidente y Oriente a través de la construcción audiovisual en forma de diarios. El primero de la serie es “Europe on 1/2 inch a day” (1972), una visión muy particular de la Europa en los años setenta. Es participante activa del Movimiento Fluxus en los años sesenta, influenciada sobre todo por las ideas de Marcel Duchamp y John Cage, a los que dedica el vídeo “Marcel Duchamp y John Cage” (1972) y la videoescultura “Duchampiana: Nude Descending a Staircase” (1976). 
Además, como otros videoartistas en los años setenta, se interesa por la manipulación de la imagen electrónica a través de sintetizadores como, por ejemplo, en el vídeo “Video girls and video songs for Navajo sky” (1973). En 1972 organiza junto con las artistas Charlotte Moorman, Susan Milano y Steina Vasulka, entre otras, el primer festival de vídeo femenino, en el espacio The Kitchen, en Nueva York. 
La obra de Kubota es exhibida en diversos festivales y muestras internacionales, como en las ediciones sexta y octava de la documenta, en Kassel y en la Bienal de Venecia (1990).

## Obras
- “Vagina Paiting” (1965), presentada en el “Perpetual Fluxus Festival”, en la Cinemateque, Nueva York.
- Allan 'n' Allen's Complaint con Nam June Paik y Shigeko Kubota, 1982, 28:33, color, sonoro
- April is the Cruelest Month, 1999, 52 min, color, sonoro
- “Europe on 1/2 inch a day” (1972), 30:48 min, byn y color, sonoro
- George Maciunas With Two Eyes 1972, George Maciunas With One Eye 1976, 1994, 7 min, byn, sonoro
- “Marcel Duchamp y John Cage” (1972) 28:27 min, byn y color, sonoro
- Media Shuttle: Moscow/New York con Dimitri Devyatkin y Nam June Paik. 1978, 28:11 min, byn y color, sonoro
- Merce by Merce by Paik, Nam June Paik. en colaboración con Charles Atlas, Merce Cunningham, y Shigeko Kubota, 1978, 28:45 min, color, sonoro
- Merce by Merce by Paik Part Two: Merce and Marcel, Nam June Paik y Shigeko Kubota, 1978, 13:05 min, color, sonoro
- My Father, 1973-75, 15:24 min, b&yn , sonoro
- Rock Video: Cherry Blossom, 1986, 12:54 min, color, silencio
- Sexual Healing, 1998, 4:10 min, color, sonoro
- SoHo SoAp/Rain Damage, 1985, 8:25 min, color, sonoro
- The Last Videotapes of Marcel Duchamp, con John Sanborn 1976, 32:03 min, byn y color, sonoro
- Tiger Lives con Nam June Paik, 1999, 45 min, color, sonoro
- Trip to Korea, 1984, 9:05 min, color, sonoro
- “Video girls and video songs for Navajo sky” (1973), 31:56 min, byn y color, sonoro
- Video Installations 1970-1994, 1994, 19:47 min, color, sonoro
- Winter in Miami 2005, 2006, 14 min, color, sonoro
- You Can't Lick Stamps in China colabora con Nam June Paik y Gregory Battcock 1978, 28:34 min, color, sound
- “Duchampiana: Nude Descending a Staircase” (1976).